# Coroatá
Coroatá là một đô thị thuộc bang Maranhão, Brasil. Đô thị này có diện tích 2263,823 km², dân số năm 2007 là 56494 người, mật độ 24,96 người/km².